# Fox (Montana)
Fox é uma comunidade não incorporada e uma cidade fantasma no condado de Carbon no estado norte-americano de Montana. O seu nome deve-se ao Dr. J.M. Fox, o primeiro gestor da the Rocky Fork Coal Company and the Rocky Fork & Cooke City Railroad. Fox chegou a ter dois elevadores e foi um ponto de envio de cereais do condado de Carbon. Nesta localidade viveram Imigrantes finlandeses e em 1920 os seus filhos ainda falavam finlandês em casa e no recreio, o inglês era falado apenas na sala de aula. Fox foi uma importante paragem da Northern Pacific Railway até Red Lodge, e muitos do edifícios ainda de mantêm intactos, em especial o velho Fox Elevator. Apesar de ser uma comunidade não incorporada, Fox tem uma estação de correios com o código zip de 59070. Fox está ligada à U.S. Route 212 a sudoeste de Roberts e a nordeste de Red Lodge.